# ماتی کپ
ماتی کپ (استونیایی: Mati Kepp؛ زادهٔ ۱ ژانویهٔ ۱۹۴۷) سیاستمدار و نماینده سابق مجلس اهل استونی است.